# Embree-Trefethen-Konstante
Die Embree-Trefethen-Konstante ist eine mathematische Konstante, die nach den Mathematikern Mark Embree und Lloyd Nicholas Trefethen benannt wurde. Sie ist ein Grenzkoeffizient in der Zahlentheorie und wird mit {\displaystyle \beta ^{*}} bezeichnet.
Für ein festes reelles {\displaystyle \beta >0} betrachte man die Rekursion
{\displaystyle x_{n+1}=x_{n}\pm \beta \ x_{n-1},}
wobei für das Rechenzeichen auf der rechten Seite unabhängig für jedes {\displaystyle n} mit gleicher Wahrscheinlichkeit {\displaystyle +} oder {\displaystyle -} gewählt wird.
Für {\displaystyle \beta =1} erhält man die zufällige Fibonacci-Folge.
Der Grenzwert
{\displaystyle \sigma (\beta ):=\lim _{n\to \infty }|x_{n}|^{\frac {1}{n}}}
existiert für jede Wahl von {\displaystyle \beta } fast sicher. Mit anderen Worten: Die Folge verhält sich mit Wahrscheinlichkeit 1 asymptotisch exponentiell mit Basis {\displaystyle \sigma (\beta )}.
Es gilt
{\displaystyle \sigma <1} für {\displaystyle 0<\beta <\beta ^{*}\approx 0{,}70258,}
also fällt die Folge der {\displaystyle x_{n}} dann fast sicher asymptotisch exponentiell, und
{\displaystyle \sigma >1} für {\displaystyle \beta >\beta ^{*},}
also wachsen diesfalls die Folgenglieder fast sicher asymptotisch exponentiell.
Spezielle Werte von {\displaystyle \sigma } sind:
- {\displaystyle \sigma (1)=1{,}131\,988\,248\,794\,3\dots } (Viswanath-Konstante) und (nach Definition)
- {\displaystyle \sigma (\beta ^{*})=1}.